# Péter Kuczka
Péter Kuczka (ur. 1 marca 1923, zm. 8 grudnia 1999) – węgierski pisarz, poeta i krytyk fantastyki oraz redaktor czasopism i antologii fantastycznych. Z wykształcenia ekonomista.
Kuczka debiutował jako pisarz krótko po II wojnie światowej i od lat 40. XX wieku był jednym z najbardziej znaczących węgierskich pisarzy.
Poezja Kuczki została po raz pierwszy wydana w roku 1949, ale po roku 1956 zakazano mu publikacji wierszy ze względu na poglądy polityczne. Za swe wczesne utwory otrzymał w roku 1950 nagrodę im. Józsefa Attili, zaś w 1954 nagrodę Kossutha.
Był redaktorem serii wydawniczej Kozmosz Fantasztikus Könyvek (Kosmiczne książki fantastyczne), pierwszej serii tego typu na Węgrzech. Był założycielem i redaktorem „Galaktiki”, trzeciego pod względem wielkości czasopisma fantastycznego na świecie, które miało duży wpływ na węgierską literaturę fantastycznonaukową. Zaangażowany był w rozwój Euroconów i fandomu europejskiego.